# 일본의 명저
『일본의 명저』 (日本の名著)는 주오고론샤(中央公論社)가 1969년부터 1982년에 걸쳐 간행한 총서 (전 50권)이다. ( 페이퍼백 판인 「주고백스」판으로도 간행되었는데, 1권부터 16권은 1983년에, 17권에서 50권은 1984년에 간행되었다. 근세 이전의 문헌은 현대어 역을 축으로 하고, 메이지 이후의 문장은 원문대로를 원칙으로 하고 있다.
여기에 수록된 저작의 일부는, 주고 클래식스나 코단샤 학술문고에서도 개정하여 재발행되고 있다.

## 목록
1. 일본서기 : 책임 편집 이노우에 미쓰사다, 1971년
2. 쇼토구 태자 : 책임 편집 나카무라 하지메, 1970년
3. 사이초, 구카이 : 책임 편집 후쿠나가 코지, 1977년
4. 겐신(源信) : 책임 편집 가와사키 쇼노, 1972년
5. 호넨(法然), 묘우에(明恵) : 책임 편집 츠카모토 요시타카, 1971년
6. 신란 : 책임 편집 이시다 미즈키, 1969년
7. 도겐 : 책임 편집 다 마시로 야스시로, 1974년
8. 니치렌 : 책임 편집 기노 카즈요시, 1970년
9. 자엔, 기타바타케 지카후사 : 책임 편집 에하라 케이지, 1971년
10. 제아미 : 책임 편집 야마자키 마사카즈, 1969년
11. 나카에 도주, 구마자와 반잔 : 책임 편집 이토 타사부로, 1976년
12. 야마가 소코 : 책임 편집 타하라 츠키로, 1971년
13. 이토 진사이 : 책임 편집 조개 츠카 시게키, 1972년
14. 가이바라 에키켄 : 책임 편집 마츠다 미치오, 1969년
15. 아라이 시라이시 : 책임 편집 쿠와하라 타케오, 1969년
16. 오규 소라이 : 책임 편집 오토 마사히데, 1974년
17. 하가쿠레(葉隠): 책임 편집 나라모토 타츠야, 1969년
18. 도미나가 나카키토(富永仲基), 이시다 바이간 : 책임 편집 카토 슈이치, 1972년
19. 안도 쇼에키 : 책임 편집 노구치 타케히코, 1971년
20. 미우라 바이엔 : 책임 편집 야마다 경아, 1982년
21. 모토오리 노리나가 : 책임 편집 이시카와 아츠시, 1970년
22. 스기타 겐파쿠, 히라가 겐나이, 시마 강한 : 책임 편집 하 가 토오루, 1971년
23. 야마가타 본토(山片蟠桃), 가이호 세이료(海保 青陵) : 책임 편집 원 양엔, 1971년
24. 히라타 아쓰타네, 사토 노부히로, 스즈키 마사유키 : 책임 편집 사가라 료, 1972년
25. 와타나베 가잔, 타카노 조에이 : 책임 편집 사토 마사스케, 1972년
26. 니노미야 손토쿠(二宮尊徳) : 책임 편집 코다마 유키타, 1970년
27. 오시오 헤이하치로 : 책임 편집 미야기 코코, 1978년
28. 라이 산요 : 책임 편집 의뢰근, 1972년
29. 후지타 토코(藤田東湖) : 책임 편집 하시가와 후미조, 1974년
30. 사쿠마 쇼잔, 요코이 쇼난 : 책임 편집 마츠우라 레이, 1970년
31. 요시다 쇼인 : 책임 편집 마츠모토 미노스케, 1973년
32. 사쓰 가이슈 : 책임 편집 에토 준, 1978년
33. 후쿠자와 유키치 : 책임 편집 나가이 미치오, 1969년
34. 니시 아마네, 가토 히로유키 : 책임 편집 식수통유, 1972년
35. 무쓰 무네미쓰 : 책임 편집 하기와라 연수, 1973년
36. 나카에 조민 : 책임 편집 고노 켄지, 1970년
37. 구가 가쓰난, 미야케 세쓰레이 : 책임 편집 카노 마사 나오, 1971년
38. 우치무라 간조 : 책임 편집 마쓰자와 히로요, 1971년
39. 오카쿠라 덴신, 시가 시게타 : 책임 편집 시라카와 다이요시, 1970년
40. 도쿠토미 소호(徳富蘇峰), 야마지 아이잔 : 책임 편집 스미야 미키오, 1971년
41. 나이토 코난 : 책임 편집 오가와 환수, 1971년
42. 나쓰메 소세키, 모리 오가이 : 책임 편집 진계 신히코, 1974년
43. 키요자와 만시(清沢満之), 스즈키 다이세츠(鈴木大拙) : 책임 편집 하시모토 미네오, 1970년
44. 고토쿠 슈스이 : 책임 편집 이토 세이, 1970년
45. 미야자키 도텐, 기타 잇키 : 책임 편집 콘도 히데키, 1982년
46. 오스기 사카에 : 책임 편집 타다 미치타로, 1969년
47. 니시다 기타로 (西田幾多郎): 책임 편집 카미야마 하루헤이, 1970년
48. 요시노 사쿠조 : 책임 편집 미타니 타이치로, 1972년
49. 가와카미 하지메 : 책임 편집 스미야 이치히코, 1970년
50. 야나기타 쿠니오 : 책임 편집 카지마지로, 1974년

## 참고문헌
- 일본 국립국회도서관 검색
- CiNii Books
- 『일본의 명저』 전 50권 주오고론샤, 1969년-1982년, 1983년-1984년

## 같이 보기
- 주고 문고
- 세계의 명저
- 일본사상 대계
- 근대 일본사상 대계
- 메이지 문학전집